# Attalea insignis
Attalea insignis là loài thực vật có hoa thuộc họ Arecaceae. Loài này được (Mart.) Drude mô tả khoa học đầu tiên năm 1897.